# Tobias Mayer

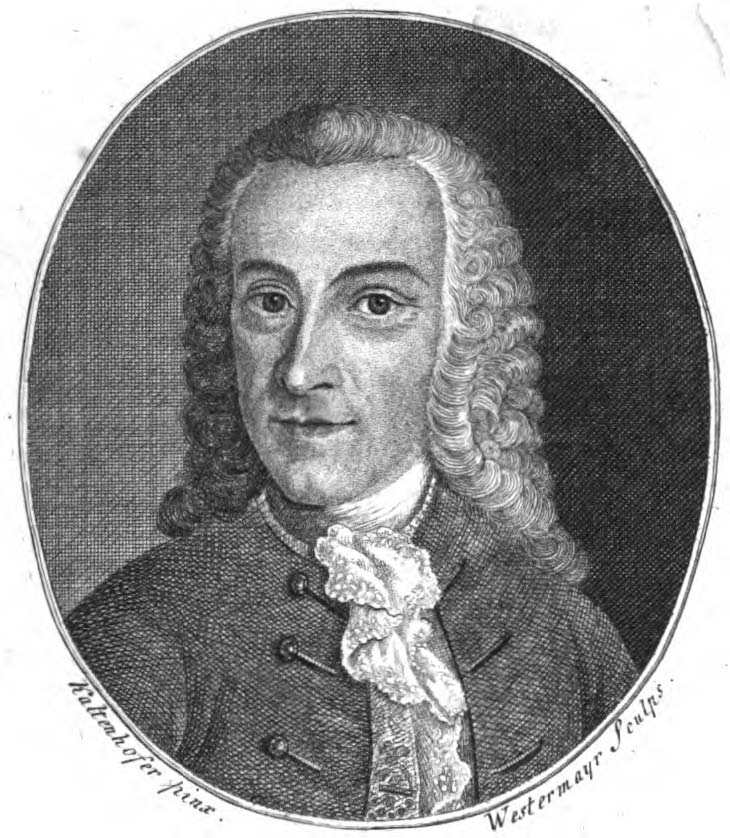
Tobias Mayer
(1799), Kopergravure van Conrad Westermayr

Tobias Mayer (ook geschreven als Majer(Marbach am Neckar, 17 februari 1723 - Göttingen, 20 februari 1762) was een Duits astronoom, geograaf, cartograaf, wiskundige en natuurkundige. Hij was autodidact, maar gold reeds in zijn eigen tijd als gezaghebbend wetenschapper.

## Leven en werk

### Jeugd in Esslingen
Tobias Mayer was de zoon van Tobias Mayer (1682-1731) en Anna Catharina Mayer, geboren Fink (1682-1737). In 1724 verhuisde het gezin naar Esslingen am Neckar. Aldaar groeide hij op in armoede. Van 1729 tot 1741 bezocht hij de Duitse school en de Latijnse school (het Georgii-Gymnasium) aldaar. De Latijnse school bood het vak wiskunde niet aan en daarom moest Mayer zichzelf in dit vak onderwijzen. Wegens zijn hoogbegaafdheid werd hij tijdelijk ondersteund door de burgemeester van Esslingen. Na de dood van zijn vader in 1731 werd Mayer in het weeshuis ondergebracht. Zijn moeder stierf in 1737.
In 1739 vervaardigde hij een stadsplattegrond van Esslingen, de eerste nauwkeurige plattegrond van deze stad. Rector Salzmann liet in Augsburg een kopergravure van de plattegrond maken. Op 6 december 1740 werden 50 exemplaren van de kaart aan de magistraat van Esslingen overhandigd. Tobias Mayer werd beloond met twee zilveren munten.
In 1741 publiceerde Mayer zijn eerste boek over meetkunde en wiskunde. In 1745 volgde de "Wiskundige Atlas" en een boek over militaire bouwkunde.

### Cartograaf in Augsburg en Neurenberg

Mayers kritische kaart van Duitsland

Van 1744 tot 1746 werkte Mayer voor Uitgeverij Pfeffel in Augsburg.
In 1746 kreeg hij een baan bij het cartografisch bureau van J. B. Homanns in Neurenberg. In de vijf jaar dat hij hier werkte, produceerde hij meer dan dertig kaarten. Mayer toonde de onnauwkeurigheden van de toenmalige kaarten aan door twee gangbare kaarten over elkaar te leggen. Hij vond vooral grote verschillen in de oost-westrichting. De lengtegraad van een stad kon niet nauwkeurig worden vastgesteld.
Op 16 februari 1751 trouwde hij met Maria Victoria Gnüg (1723–1780). Zij was de dochter van de predikant Johann Christoph Gnüg (1670-1747) uit Neckarbischofsheim. In 1752 werd hun zoon Johann Tobias geboren. Deze zou later ook natuurkundige worden. In sommige teksten worden vader en zoon verwisseld. Volgens het doopboek heeft de vader onmiskenbaar slechts één voornaam: Tobias.

### Hoogleraar in Göttingen
In 1751 werd Tobias Mayer op grond van zijn cartografische innovaties en op grond van zijn reputatie als wetenschapper benoemd op de leerstoel voor economie en wiskunde van de universiteit van Göttingen. In de jaren 1752-1756 voltooide hij publicaties over lengtebepaling, astronomie, geofysica, wiskunde en meetinstrumenten. Ondanks de toen woedende zevenjarige oorlog publiceerde hij tussen 1757 en 1762 nog meer werk op het gebied van de sterrenkunde, alsmede over het aardmagneetveld en over kleurenleer.
In 1754 werd hij directeur van de nieuw opgerichte sterrenwacht van Göttingen, die werd ondergebracht in een toren die deel uitmaakte van de stadsmuur. Hij werkte daar met groot enthousiasme en groot succes, tot hij in 1762 stierf aan tyfus, slechts 39 jaar oud.

## Wetenschappelijke resultaten

### Sterrenkunde

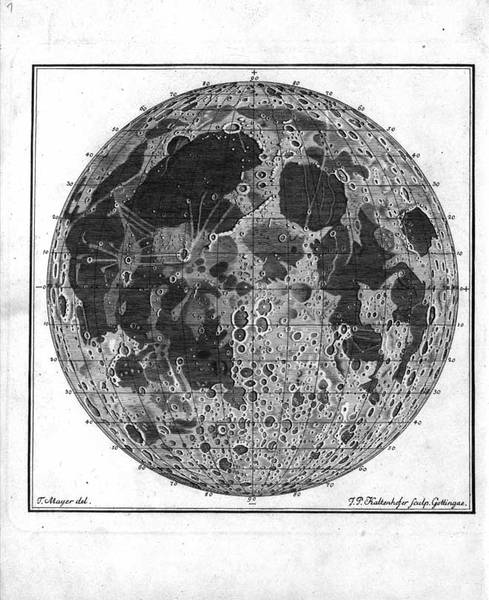
Mayers maankaart

Zijn eerste belangrijke astronomische werk was een zorgvuldig onderzoek van de libratie van de maan. Het werd gepubliceerd in de Kosmographische Nachrichten (Nürnberg, 1750). Mayer was de eerste die doorhad dat meer metingen tot een nauwkeuriger uitkomst leiden. Dit in tegenstelling tot zijn beroemdere tijdgenoot Leonhard Euler die ten onrechte dacht dat meer metingen door hun tegenstrijdigheid de uitkomst zouden doen verslechteren.
Na Mayers dood publiceerde Georg Christoph Lichtenberg diens kaart van de Maan. Deze kaart was een halve eeuw lang de beste in zijn soort. Het was de eerste maankaart die was voorzien van een coördinatenstelsel. Het meest beroemd is Mayer om zijn Maantabellen, die in 1752 voor het eerst in druk verschenen. In 1755 diende hij een meer uitgebreide versie van deze tabellen in bij de Britse regering. Ze waren zo nauwkeurig dat de positie van de maan tot op 75 boogseconden bepaald kon worden. Daardoor werd het mogelijk een lengtegraad op zee tot op een halve graad nauwkeurig te bepalen.
Daarmee was een oplossing gevonden voor het zogenaamde lengteprobleem, dat tot op dat moment een goede plaatsbepaling op zee in de weg had gestaan. De Engelse klokkenmaker John Harrison vond ongeveer tezelfdertijd ook een oplossing voor hetzelfde probleem. Die oplossing was van geheel andere aard. Harrison ontwikkelde innovatieve klokken, die ook onder de ruwe omstandigheden aan boord van een zeilschip op volle zee nog voldoende nauwkeurig waren.
Pas na Mayers dood werd de wetenschappelijke theorie gepubliceerd, waarop hij de maantabellen had gebaseerd. Deze Theoria lunae juxta systema Newtonianum verscheen in 1767 in Londen. De verbeterde versie van de maantabellen verscheen nog eens drie jaar later eveneens in Londen. Zijn weduwe had deze tabellen persoonlijk naar Engeland gebracht. Van de Britse regering kreeg zij een premie van 3000 pond als waardering voor de oplossing van het lengteprobleem door haar overleden man. In 1714 reeds had het Britse parlement een prijs van 20.000 pond uitgeloofd voor de oplossing van het lengteprobleem. Daarbij was een commissie ingesteld, de Board of Longitude. Harrison zou 14.315 pond aan het prijzengeld krijgen.
De maankaart van Mayer werd later onder andere door Johann Hieronymus Schroeter gebruikt als basis voor verder werk.
De maankrater T. Mayer is naar Tobias Mayer genoemd.

### Uitvinding van de repetitiecirkel
In het midden van de achttiende eeuw ontdekte men kleine afwijkingen tussen de voorspellingen van de gravitatietheorie van Newton en de daadwerkelijk waargenomen planeetposities. Bij de maan ging het om afwijkingen tot 5 boogminuten, wat kon leiden tot een afwijking in de bepaling van een aardse lengtegraad tot 2,5 graden. Afhankelijk van de geografische breedte was dat een afwijking van maximaal 150 zeemijl in de positie. Om de stand van de maan nauwkeuriger te kunnen meten construeerde Tobias Mayer een nieuw astronomisch meetinstrument, de zogeheten herhalings- of repetitiecirkel. Dit instrument werd allereerst in de landmeetkunde gebruikt en bestond uit twee vizieren met kijker, die onafhankelijk van elkaar konden draaien en vastgezet konden worden.
Bij het meten richt men de kijkers op twee verschillende aardse punten, waarvan er een als referentiepunt dient. Dit herhaalt men meermaals. Na bijvoorbeeld drie peilingen geeft de cirkelschijf driemaal de gezochte hoek aan. Het voordeel van deze methode is, dat de onvermijdelijke meetfout kleiner is dan bij het verrichten van slechts één meting. Het herhalingsprincipe was een groot voordeel van het instrument van Mayer, dat op zich niet nauwkeuriger was dan eerdere instrumenten. De herhalingen brachten de landmeetkunde een tot dan toe ongekende precisie.
Mayer paste het herhalingsprincipe vervolgens ook toe op de sterrenkundige spiegelcirkel. Men stelt meermaals de hoek in tussen de maan en een ster, waarna het resultaat wordt gedeeld door het aantal metingen. Zo lukte het Mayer vanaf 1755 maantabellen op te stellen met een nauwkeurigheid van ongeveer een boogminuut. Later noemde de astronoom F.X. von Zach (1754-1832) de spiegelcirkel van Mayer de grootste astronomische uitvinding van de achttiende eeuw.
De eerste exemplaren van het nieuwe instrument werden vanaf 1750 in Göttingen en vanaf ongeveer 1757 door John Bird in Londen vervaardigd. Kort daarna realiseerde Mayer zich dat de verfijning die een dergelijk instrument toevoegde aan zijn maantheorie ook gebruikt kon worden voor een betere lengtebepaling op zee. Het duurde echter tot drie jaar na de dood van Mayer eer de Engelse Board of Longitude kon vaststellen dat dankzij Mayers methode de plaatsbepaling op zee tot op ongeveer 60 zeemijl nauwkeurig werd. Vanaf 1785 werden deze instrumenten bekend als Borda-cirkels en vonden ze alom ingang.

### Mayers oplossing voor het probleem van de lengtegraad
Mayer heeft op basis van de theorie van Newton en nauwkeuriger astronomische waarnemingen de tabellen die nodig waren voor de berekening voor de maanposities, sterk verbeterd. De maan verplaatst zich ten opzichte van de achtergrondsterren 33 boogminuten per uur naar het oosten. Afgezien van een kleine parallactische verschuiving staat de maan voor alle waarnemers op aarde op dezelfde tijd op dezelfde plaats. Aan de positie van de maan is zo via maantabellen de wereldtijd af te lezen. Door te kijken naar zon of sterren kan een waarnemer zijn plaatselijke tijd bepalen. Uit het verschil tussen wereldtijd en plaatselijke tijd volgt de lengtegraad van de waarnemer.

## Museum

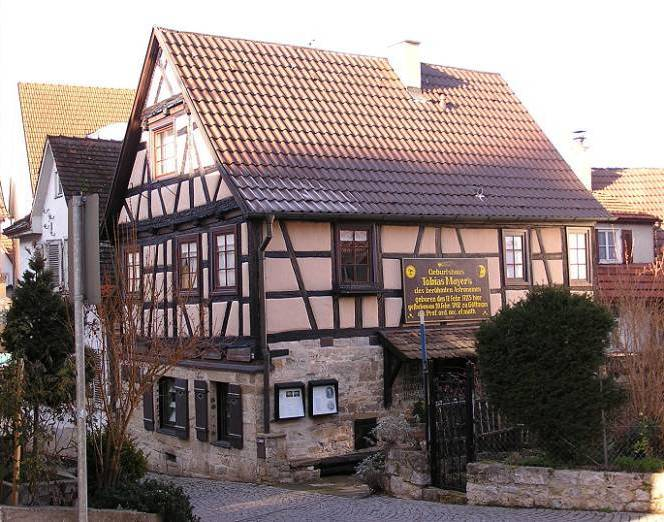
Geboortehuis van Tobias Mayer in Marbach am Neckar

In het geboortehuis van Tobias Mayer aan de Torgasse 13 in Marbach am Neckar is sinds 1996 het Tobias-Mayermuseum gevestigd. Het is niet ver verwijderd van het geboortehuis van Friedrich Schiller. Het museum wordt beheerd door de Tobias Mayer Museum Verein.